# Mimosema dorsilinea
Mimosema dorsilinea là một loài bướm đêm trong họ Geometridae.